# نرجس أجرب
النرجس الأجرب (باللاتينية: Narcissus scaberulus) نوع نباتي يتبع جنس النرجس من الفصيلة النرجسية. ينمو النبات من بصلة شتوية مبكرة معمرة.

## الموئل والانتشار
الموطن الأصلي للنرجس الأجرب البرتغال.